# نمودار تانابه–سوگانو
نمودارهای تانابه–سوگانو(به انگلیسی: Tanabe–Sugano diagram) در شیمی کوئوردیناسیون برای پیش‌بینی جذب در طیف الکترومغناطیسی فرابنفش، مرئی و مادون قرمز ترکیبات کمپلکس استفاده می‌شود. نتایج حاصل از تجزیه و تحلیل نمودار تانابه–سوگانو برای یک کمپلکس فلزی می‌تواند با داده‌های طیفی تجربی نیز مقایسه شود. این داده‌ها از نظر کیفی مفید هستند و می‌توان از آن‌ها برای تقریب مقدار ۱۰Dq، انرژی شکافتگی میدان لیگاند استفاده کرد. از نمودارهای تانابه–سوگانو می‌توان هم برای کمپلکس‌های کم اسپین و هم کمپلکس‌های پر اسپین استفاده کرد، در حالی که از نمودارهای اورگل، می‌توان فقط در کمپلکس‌های پر اسپین استفاده کرد. همچنین از نمودارهای تانابه–سوگانو می‌توان برای پیش‌بینی اندازه میدان لیگاند لازم برای ایجاد انتقال از پر اسپین به کم اسپین استفاده کرد.

## نمودارهای تانابه–سوگانو
هفت نمودار تانابه–سوگانو برای کمپلکس‌های هشت وجهی در زیر نشان داده شده‌است.
| d2 Tanabe–Sugano diagram | d3 Tanabe–Sugano diagram | d4 Tanabe–Sugano diagram | d5 Tanabe–Sugano diagram |
| d6 Tanabe–Sugano diagram | d7 Tanabe–Sugano diagram | d8 Tanabe–Sugano diagram |                          |